# Cyneoterpna
Cyneoterpna is een geslacht van vlinders van de familie spanners (Geometridae), uit de onderfamilie Geometrinae.

## Soorten
- C. alpina Goldfinch, 1929
- C. wilsoni Felder, 1875